# Ohmscher Verbraucher
Ein ohmscher Verbraucher ist ein Bezieher von Energie, der zwei Eigenschaften gleichzeitig erfüllt:
1. Er verhält sich wie ein elektrischer Verbraucher.
2. Er verhält sich wie ein ohmscher Widerstand.

Elektrische Verbraucher können elektrische Energie in andere Energieformen oder andere Formen elektrischer Energie umwandeln und daraus unmittelbar oder mittelbar einen Nutzen erzielen. Der Transport der Energie von der Quelle zum Verbraucher geschieht in der Regel über eine Leitung und äußert sich dann als elektrische Stromstärke bei einer elektrischen Spannung.
Das einfachste Modell eines Verbrauchers verhält sich gemäß dem ohmschen Gesetz, wonach Spannung und Stromstärke bei jedem Augenblickswert zueinander proportional sind. Dieses Modell wird als „ohmscher Widerstand“ bezeichnet. Seine mathematische Behandlung ist im Vergleich zu den nachfolgend aufgeführten Verbrauchern am einfachsten. Es empfiehlt sich deshalb oft zu prüfen, wie weit ein Verbraucher näherungsweise als ohmscher Widerstand behandelt werden kann.
Ohmsch-induktive und ohmsch-kapazitive Verbraucher verhalten sich wie eine elektrische Impedanz. Für stationäre Vorgänge besteht auch hier Proportionalität zwischen Spannung und Stromstärke, allerdings nur für Effektivwerte und Amplituden sinusförmiger Größen. Wegen der Phasenverschiebung gilt die Proportionalität für Augenblickswerte nicht. – Verbraucher, die aus dem Stromnetz versorgt werden und Gleichrichter oder Netzteile enthalten, haben üblicherweise eine sinusförmige Spannung. Dagegen weist die Stromstärke einen anderen Verlauf auf (ausgenommen bei Leistungsfaktorkorrekturfilterung). Diese und weitere nichtlineare Verbraucher erfüllen die Anforderung an einen ohmschen Widerstand nicht.